# Книтль, Карел
Карел Книтль (чеш. Karel Knittl; 4 октября 1853, Польна (Чехия) — 17 марта 1907, Прага) — чешский музыкальный педагог, дирижёр, композитор и критик.
Сын Кашпара Книтля (1825—1882), органиста, хормейстера и педагога, работавшего в Пршелоуче и Млада-Болеславе. Учился в гимназиях в Хрудиме, Градце-Кралове и Праге, изучал музыку под руководством Алоиса Гнилички, в музыкальных школах Антонина Якша и Франтишека Пиводы, затем в 1875 году окончил Пражскую школу органистов, ученик Франтишека Скугерского. Преподавал в музыкальных школах Якша, Пиводы, Игнаца Йелинека, Петра Майдля, в 1882—1889 гг. профессор гармонии в Пражской школе органистов. После слияния Пражской школы органистов с Пражской консерваторией был одним из её руководителей, с 1901 г. возглавлял консерваторский оркестр, с 1904 г. и до конца жизни её директор. Провёл реформу учебного плана с особым вниманием к изучению истории музыки. Среди учеников Книтля разного времени — Йиржи Геролд и Ристо Савин.
В 1877—1890 и повторно в 1897—1901 гг. возглавлял известный пражский хор «Глагол», дополнил его состав женскими голосами. Предпринял также попытку создания собственного оркестра, ориентированного преимущественно на вокально-симфонический репертуар.
Сочинял преимущественно хоровую и вокальную музыку, в том числе на собственные тексты, подписанные псевдонимом Карел Поленский (чеш. Karel Polenský, от названия своего родного города). Наиболее известны кантаты «Песнь о колоколе» (чеш. Píseň o zvonu; 1875) и к 300-летию Яна Коменского (1892). Автор фортепианных переложений оркестровых пьес Бедржиха Сметаны. Как музыкальный критик публиковался в газетах Hudební listy, Dalibor, Svĕtozor, Osvĕta. Напечатал также несколько учебных пособий.
Сын, Зденек Книтль — оперный певец. Другой сын, Владимир, опубликовал несколько книг о музыке.